# American BD

American BD est une revue de l'éditeur de Petit format Aventures & Voyages qui a eu six numéros d'octobre 1985 à février 1986 (plus deux recueils de trois numéros). Revue grand format et couleurs, elle a adapté du matériel Marvel de science-fiction. Le succès n'est pas au rendez-vous et la revue s'arrête après six numéros.
NB : Le 1er numéro est un numéro double.

## Les Séries
- 6 de Sirius (Doug Moench & Paul Gulacy) : N° 1 à 6
- Alien Commando (Alan Zelenetz & Frank Cirocco, Chris Warner) : N° 1 à 6
- Crash Ryan (Ron Harris) : N° 1 à 4
- Le Dragon Noir (Christopher Claremont & John Bolton) : N° 5 à 6